# Parafia Wniebowzięcia Najświętszej Maryi Panny w Krzeszowie
Parafia Wniebowzięcia Najświętszej Maryi Panny w Krzeszowie – znajduje się w dekanacie Kamienna Góra Wschód w diecezji legnickiej. Obsługiwana jest przez księży diecezjalnych. Erygowana w 1242 r..

## Zasięg parafii
Do parafii należą wierni z miejscowości: Krzeszów, Krzeszówek, Gorzeszów, Lipienica, Jawiszów i Czadrów.

## Proboszczowie po 1945 r.[4]

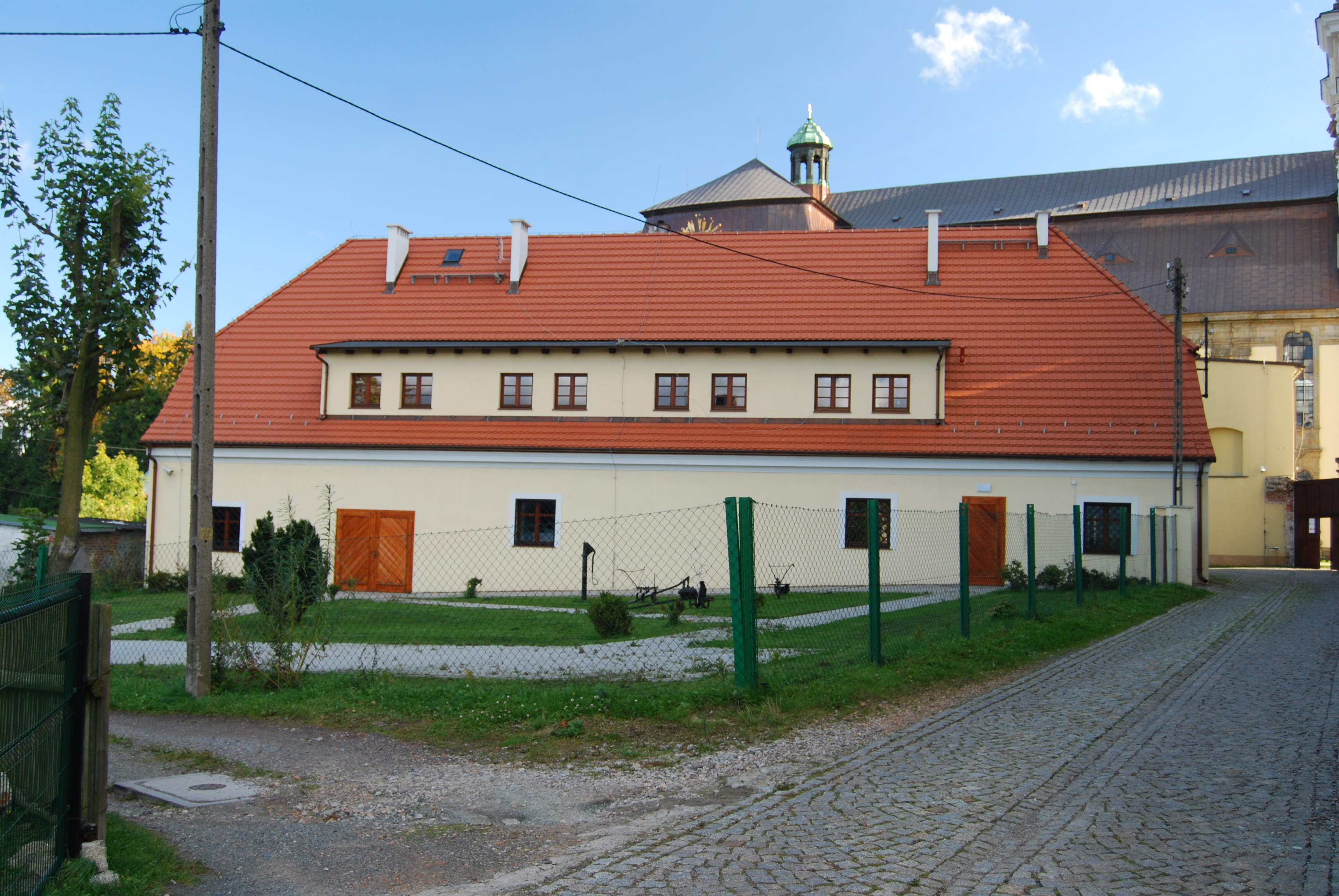
Plebania

- 1. o. Mateusz Skibniewski OSB 1946 - 1952

- 2. o. Wacław Jan Rdzanek OM 1952 - 1954

- 3. o. Bruno Studenny OSB 1954 - 1957

- 3. ks. Stanisław Wypych 1957 - 1958

- 4. o. Kazimierz Ratkiewicz OSB 1958 - 1959

- 5. o. Wiktor Krukowski SS-CC 1959 - 1960

- 6. ks. Marian Mościński 1960 - 1965

- 7. ks. Eugeniusz Sepko 1965 - 1970

- 8. o. Alberyk Siwek O.Cist 1970 - 1972

- 9. o. Anzelm Wojciechowski O.Cist 1972 - 1974

- 10. o. Tadeusz Ziomek O.Cist 1974 - 1980

- 11. o. Baldwin Ziętara O.Cist 1980 - 1987

- 12. o. Augustyn Węgrzyn O.Cist 1987 - 2001

- 13. o. Eugeniusz Augustyn O.Cist 2001 - 2006

- 14. ks. Włodzimierz Gucwa 2006 - 2008

- 15. ks. Marian Kopko 2008 - 2024

- 16. ks. Łukasz Langenfeld 2024 -

## Powołania z parafii
- ks. Jan Mrowca
- ks. Jan Pazgan
- s. Anna Homoncik (karmelitanka bosa)